# جان أرتوركي
جان أَرْتُورْكي Jean Arthorki (1291 - 1346 هـ / 1874 - 1928 م) هو مستشرق فرنسي.
كان من أعضاء المجمع العلمي العربي. له مقالات عربية كان يذيلها باسم مستعار وهو «الشيخ يحيى الدبقي». كما نشر بالعربية كتاب «الأشربة» لابن قتيبة، وكتب بالفرنسية ذيلاً لكتاب دوزي في الإسلام، وتولى في دائرة المعارف تحرير القسم الجغرافي والتاريخي والأدبي في بلاد الشرق.